# Haemimont Games
Haemimont Games es una empresa búlgara desarrolladora de videojuegos fundada en 1997 . Sus principales videojuegos son de estrategia e historia medieval, como la serie Imperivm, Tzar o sus actuales Imperivm Civitas, Trópico 4 entre otros.

## Videojuegos
| Fecha de lanzamiento | Título en español                          | Título en inglés                                       | Título en italiano                           | Otros títulos | Género                                                                          | Plataforma(s)                  |
| -------------------- | ------------------------------------------ | ------------------------------------------------------ | -------------------------------------------- | --- | ------------------------------------------------------------------------------- | ------------------------------ |
| 2000                 | Tzar: el Poder de la Corona                | Tzar: Burden of the Crown                              | Tzar: Burden of the Crown                    | Цар: Тежестта на короната (Bulgaria) / Огнем и Мечом (Rusia) / Tzar: O peso da coroa (Portugal) / Tzar: Die Schlacht um die Krone (Alemania) / Tzar: Ciężar Korony (Polonia) | Videojuego de estrategia en tiempo real                                         | Microsoft Windows, PlayStation |
| 2000                 | Tzar: La Reconquista                       | (Lanzado solo en España)                               | (Lanzado solo en España)                     | | Videojuego de estrategia en tiempo real                                         | Microsoft Windows              |
| 2000                 | Tzar: El Excalibur y El Rey Arturo         | (Released only in Italy and Spain)                     | Tzar, Excalibur e il Re Artù                 | | Videojuego de estrategia en tiempo real                                         | Microsoft Windows              |
| 2000                 | Tzar: Edición de Oro                       | (Lanzado solo en España e Italia)                      | (Incluido en "Tzar, Excalibur e il Re Artù") | | Videojuego de estrategia en tiempo real                                         | Microsoft Windows              |
| 2001                 | Tzar: Los Dominios de la Magia             | (Lanzado solo en España)                               | (Lanzado solo en España)                     | | Videojuego de estrategia en tiempo real                                         | Microsoft Windows              |
| 2002                 | Imperivm: La Guerra de las Galias          | Celtic Kings: Rage of War                              | Imperivm: La Guerra Gallica                  | Келтски крале (Bulgaria) | Videojuego de estrategia en tiempo real, Videojuego de rol                      | Microsoft Windows              |
| 2004                 | Imperivm II: La Conquista de Hispania      | Celtic Kings: The Punic Wars                           | Imperivm II: Le Guerre Puniche               | Картаген (Bulgaria) / Nemesis of the Roman Empire (USA) / The Punic Wars: A Clash of Two Empires (UK) / Celtic Kings 2 / 羅馬帝國的報仇 (China)                              | Videojuego de estrategia en tiempo real, Videojuego de rol                      | Microsoft Windows              |
| 2005                 | Imperivm III: Las Grandes Batallas de Roma | Imperivm III: The Great Battles of Rome                | Imperivm III: Le Grandi Battaglie di Roma    | (Lanzado únicamente en Italia y España) | Videojuego de estrategia en tiempo real, Videojuego de táctica en tiempo real   | Microsoft Windows              |
| 2005                 | Final Conquest                             | Rising Kingdoms                                        | Rising Kingdoms                              | Вълшебни кралства (Bulgaria) / 王國興起 (China) | Videojuego de estrategia en tiempo real                                         | Microsoft Windows              |
| 2006                 | Imperivm Civitas                           | Glory of the Roman Empire                              | Imperivm Civitas                             | Die Römer (Alemania) / Величие Римской Империи (Rusia) | Videojuego de construcción de ciudades                                          | Microsoft Windows              |
| 2008                 | Imperivm Civitas II                        | Imperium Romanum                                       | Imperivm Civitas II                          | | Videojuego de construcción de ciudades, Videojuego de estrategia en tiempo real | Microsoft Windows              |
| 2008                 | (Nunca lanzado)                            | Imperium Romanum: Emperor Expansion                    | (Nunca lanzado)                              | | Videojuego de construcción de ciudades, Videojuego de estrategia en tiempo real | Microsoft Windows              |
| 2009                 | Imperivm Civitas III                       | Grand Ages: Rome                                       | Imperivm Civitas III                         | | Videojuego de construcción de ciudades, Videojuego de estrategia en tiempo real | Microsoft Windows              |
| 2009                 | Trópico 3                                  | Trópico 3                                              | Trópico 3                                    | | Videojuego de construcción de ciudades, Videojuego de construcción y gestión    | Microsoft Windows, Xbox 360    |
| 2009                 | Imperivm Online                            | Imperivm Online (Grand Ages: Rome - Reign of Augustus) | Imperivm Online                              | | Videojuego de construcción de ciudades, Videojuego de estrategia en tiempo real | Microsoft Windows              |
| 2011                 | El Primer Templario                        | The First Templar                                      | Il Primo Templare                            | | Videojuego de acción, Videojuego cooperativo, Videojuego de rol                 | Microsoft Windows, Xbox 360    |
| 2011                 | Trópico 4                                  | Trópico 4                                              | Trópico 4                                    | | Videojuego de construcción de ciudades, Videojuego de construcción y gestión    | Microsoft Windows, Xbox 360    |
| 2013                 |                                            | Omerta - City of Gangsters                             |                                              | |                                                                                 | Microsoft Windows              |